# Bez (typ jachtu)
Bez, jachcik zaprojektowany pierwotnie dla żeglarzy bez patentu miał początkowo tylko 7 m² powierzchni żagla. Mimo małych rozmiarów posiada szereg udogodnień - pojemne bakisty, odpływowy kokpit. Dzięki niewielkim wymiarom może być transportowany na przyczepie nawet za małym samochodem osobowym (np. fiatem 126p).
Wersja Bez 4 budowana była przez stocznię jachtową Foto-Pam w Augustowie